# Poustevna svatého Františka v Dvorcích (Lysá nad Labem)
Poustevna svatého Františka Serafínského stávala v lese zvaném Bor u vsi Dvorce, které jsou administrativně součástí města Lysá nad Labem v okrese Nymburk ve Středočeském kraji. Barokní poustevnu nechal postavit uprostřed svého loveckého revíru tehdejší majitel lyského panství hrabě František Antonín Špork. Na místě zaniklé poustevny byl později vybudován altán, který alespoň v symbolickém náznaku nechaly obnovit Lesy ČR  v roce 2008.

## Historie
Poustevna, jejíž součástí byla kaple sv. Františka a patrový domek Salettl (jakýsi malý letohrádek), v jehož patře byly vyzdobené pokoje pro panstvo a v přízemí místnosti pro služebnictvo, podle zmínky v díle Heinricha Benedikta Franz Anton Graf von Sporck (1662-1738) : zur Kultur der Barockzeit in Böhmen, citované také Pavlem Preissem (Boje s dvouhlavou saní) měl na tomto místě stát již v roce 1692.

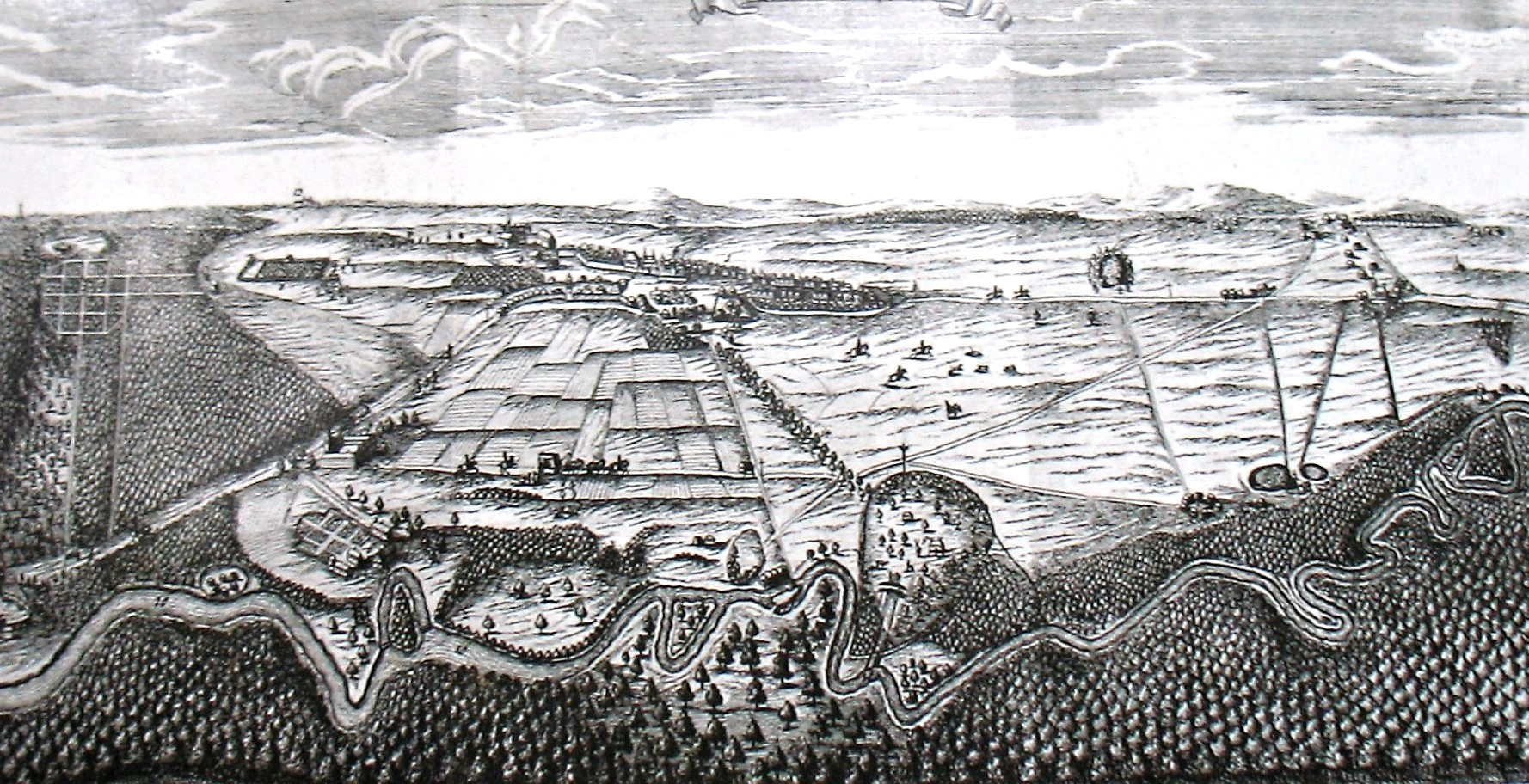
Na historické vedutě je zobrazena poustevna sv. Františka (letohrádek) v levém horním rohu rytiny

Jiné zdroje uvádějí jako datum založení poustevny coby jedné ze Šporkových ermitáží v okolí Lysé nad Labem až rok 1717. V tomto případě se však s největší pravděpodobností jedná o omyl, protože poustevna svatého Františka jako součást šporkovské komponované barokní krajiny je popsána již ve známém díle Šporkova současníka Johanna Georga (Mauritia) Voghta z roku 1712 Das jetzt lebende Königreich Böhmen in seiner historisch- und geographischen Beschreibung vorgestellt.
V tomto popise J. G. Vogt mj. zmiňuje, že poustevna sv. Františka Serafínského stojí na křižovatce „krásných alejí“ ( „so schönen Aléen “), přičemž  směrem na jih ve vzdálenosti tří tisíc „Ellen “ (jako  „Elle “ je zde míněn loket, přičemž český loket představoval 59,3 cm a později prosazovaný vídeňský loket 77,8 cm), tedy ve vzdálenosti zhruba 1700 metrů se u tzv. pražské (neboli zemské) cesty nachází socha sv. Antonína, kde končila jedna ze zmíněných alejí. Další alej vedla východním směrem do míst, kde se nyní nachází ves Dvorce, která však byla založena až v roce 1760 Františkem Karlem Rudolfem Swéerts-Šporkem.

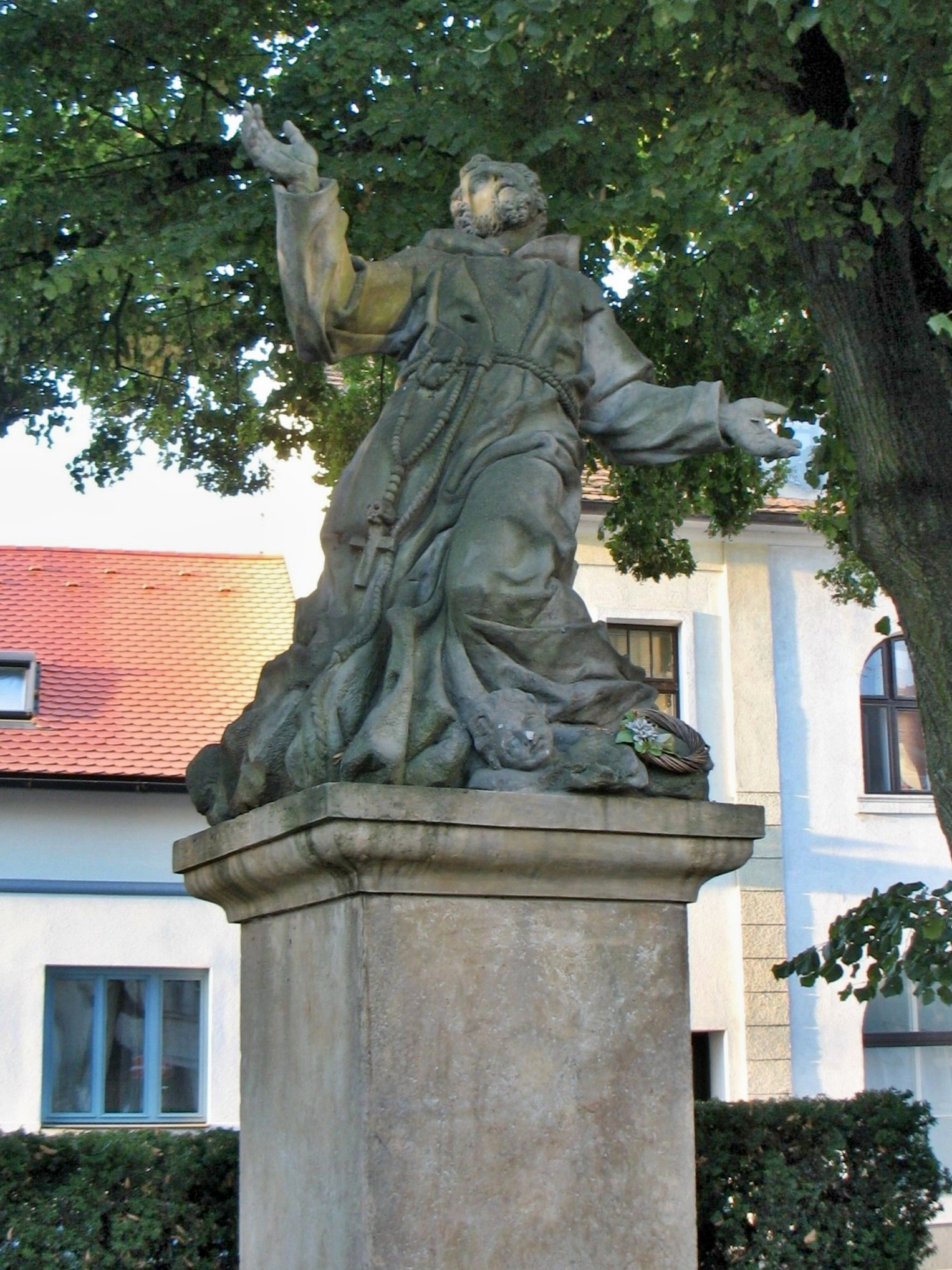
Socha uprostřed náměstí Na Františku v Lysé nad Labem

Přímo u poustevny stávala socha sv. Františka. Aleje rozdělovaly les na dvě menší obory, přičemž v jedné z nich byla chována zvěř, určená ke štvanici, tedy ke Šporkovým oblíbeným parforsním honům. Poustevna sv. Františka údajně patřila k nejoblíbenějším místům odpočinku F. A. Šporka, v roce 1729 zde dokonce uspořádal oslavu svého svátku.
Po smrti hraběte Františka Antonína Šporka (†1738) se lyského panství ujal Šporkův zeť (a zároveň adoptivní syn) hrabě František Karel Rudolf Swéerts-Špork, manžel Šporkovy mladší dcery Anny Kateřiny, která byla dědičkou rozsáhlého šporkovského majetku. Jeho zájem se však soustředil především na hospodářské výsledky, zejména na zvýšení efektivity zemědělské produkce. Mnohé stavební a umělecké památky, které byly součástí komponované barokní krajiny, budované F. A. Šporkem – v Lysé již od roku 1684 či později např. v Kuksu – tak postupně zchátraly a zanikly. 
Tento osud potkal i lyské ermitáže. Z poustevny sv. Václava na cestě do Káraného zbyla jen kaplička se dvěma sochami a z poustevny sv. Františka rovněž jen dvě sochy, navíc přemístěné do jiných lokalit  –  socha sv. Františka stojí mezi památnými lípami uprostřed náměstíčka Na Františku v Lysé nad Labem a socha sv. Antonína se nachází u kostela v Kostomlatech.

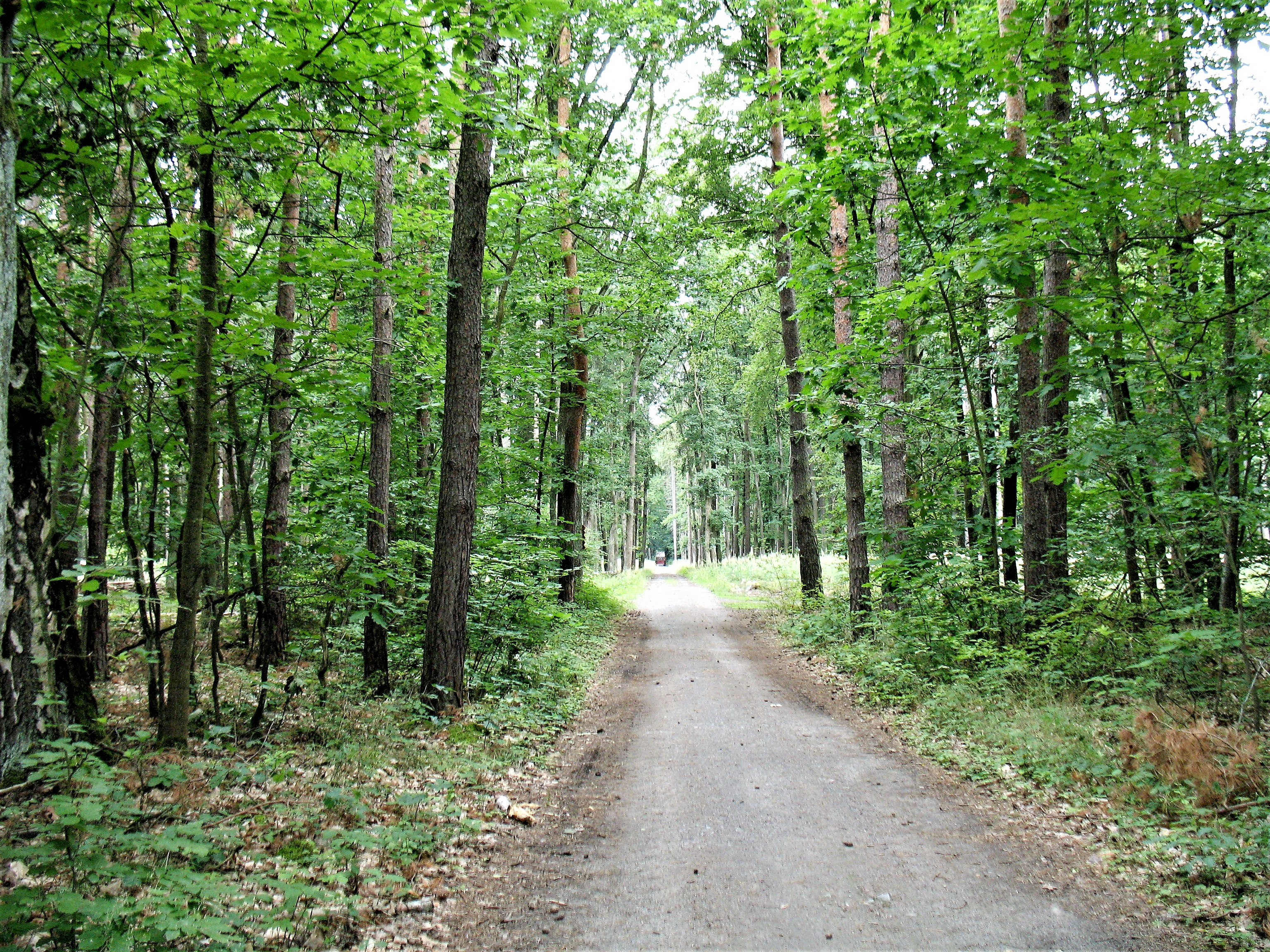
Jedna z bývalých alejí, která vede od Dvorců k zaniklé poustevně

Koncem 19. století byl na místě, kde stávala poustevna, vybudován osmiboký dřevěný altán, vybavený stolem a lavičkami. Altán zanikl po první světové válce, dochoval se pouze pomístní název této části lesa  „U Altánu “. V roce 2008 státní podnik Lesy České republiky nechal u křižovatky někdejších alejí vybudovat symbolickou připomínku zaniklé poustevny a altánu. V roce 2011 divadelníci z Kuksu u obnoveného altánu odehráli představení, nazvané Theatrum u sv. Františka.

## Přístup
Místo, označené novodobým altánem a informační tabulí je volně přístupné. Nachází se na křížovatce lesních cest zhruba 1 km západně od vsi Dvorce a  1,7 km od železniční zastávky Lysá nad Labem-Dvorce na trati z Lysé nad Labem do Ústí nad Labem. K altánu nevede žádná značená turistická cesta, nedaleko však lesem prochází severojižním směrem trasa cyklostezky č. 0041 „Údolím Labe“.